# Emanuel de Orléans, Duque de Vendôme
Emanuel de Orléans, Duque de Vendôme (em francês: Philippe Emmanuel Maximilien Marie Eudes d’Orléans; 18 de janeiro de 1872 – 1 de fevereiro de 1931), foi um membro da família real francesa do ramo da Casa de Orléans que ostentava o oitavo título de Duque de Vendôme e Duque de Alençon .